# Armande Félice de La Porte Mazarino
Armande Félice de La Porte Mazarino (3 de septiembre de 1691-Palacio de Versalles, 14 de octubre de 1729) fue una cortesana y duelista francesa. Es conocida por haberse batido en duelo con otra mujer por su amante, por ser una figura escandalosa durante el periodo de la Regencia en Francia, y por ser la madre de las hermanas Nesle, amantes del rey Luis XV de Francia.

## Vida
Armande Félice fue hija de Paul Jules de La Porte, duque de La Meilleraye y de Mazarino, y de Charlotte Félice Armande de Durfort-Duras. Su abuela materna fue Hortensia Mancini, sobrina del cardenal Mazarino. En 1709, contrajo matrimonio con Louis III de Mailly, marqués de Nesle y de Mailly, y príncipe de Orange (1689-1767).
Según se dice, su esposo "malgastó su esencia en actrices y en los amplios requisitos de la vida en la corte".
Armande Félice fue una figura famosa de la Régence, siendo una de los aristócratas asociados con el libertinaje durante este infame periodo. Ella fue la amante de Louis François Armand de Vignerot du Plessis, duque de Richelieu, que a su vez era amante de la vizcondesa de Polignac. Informada de que no era la única amante de Richelieu, Armande Félice desafió a su rival, la vizcondesa de Polignac, a un duelo. El famoso duelo se llevó a cabo el 10 de septiembre de 1718, donde Armande Félice resultó herida en el hombro con una pistola. Richelieu declaró que ambas mujeres habían luchado bien por él, pero se negó a escoger entre ambas.
Armande Félice rompió su relación con Richelieu, y se convirtió en amante del duque Luis Enrique de Borbón-Condé, con quien tuvo una hija, Ana Enriqueta de Borbón-Condé (1725-1780), que en 1740 se casó con Jean Roger de La Guiche, marqués de Laguiche y conde de Sivignon.
En 1725, Armande Félice fue una de las damas designadas para servir a la nueva reina de Francia, María Leszczyńska, debido a su rango y sus conexiones con Luis Enrique de Borbón-Condé y su amante, Madame de Prie. Sirvió como dama de compañía de la reina hasta su muerte en 1729, y fue sucedida en su puesto por su hija mayor, Louise Julie de Mailly-Nesle.

## Hijos
Con Louis de Mailly, tuvo cinco hijas:
- Louise Julie de Mailly-Nesle: Mademoiselle de Mailly, condesa de Mailly (1710-1751).
- Pauline Félicité de Mailly-Nesle: Mademoiselle de Nesle, marquesa de Vintimille (1712-1741).
- Diane-Adélaïde de Mailly-Nesle: Mademoiselle de Montcavrel, duquesa de Lauraguais (1714-1769).
- Hortense-Félicité de Mailly-Nesle: Mademoiselle de Chalon, marquesa de Flavacourt (1715-1799).
- Marie-Anne de Mailly-Nesle: Mademoiselle de Monchy, marquesa de La Tournelle, duquesa de Châteauroux (1717-1744).

Con Luis Enrique de Borbón-Condé:
- Ana Enriqueta de Borbón-Condé (1725-1780): Mademoiselle de Verneuil. Desposó a Jean, marqués de Laguiche (1719-1770) en 1740.